# Мировая валюта
В международных финансах под мировой валютой (или глобальной валютой) понимается валюта, в которой производится большая часть интернациональных платежей и которая служит основной резервной валютой. Мировые валюты, как правило, свободно конвертируемы.
Валюты могут иметь много форм в зависимости от следующих параметров: что эмитируются, кем эмитируется и чем обеспечивается. Конкретная конфигурация параметров приводит к различным типам денег.
Доминирующие глобальные резервные валюты: доллар США, евро.

## Доллар США
В период времени после Бреттон-Вудской конференции (1944 год) валютный курс многих национальных валют сравнивали с фиксированным валютным курсом доллара США, который можно было обменять на определённое количество золота. Это привело к доминированию доллара США как глобальной валюты.
С середины XX века де факто мировой валютой является доллар США. Как писал Роберт Гилпин в книге Глобальная политическая экономика: Понимание международного экономического порядка (2001): «Приблизительно 40-60 % всех международных финансовых транзакций деноминированы в долларах. На протяжении десятилетий доллар является основной мировой резервной валютой; в 1996 году, в долларах хранилось две трети всех валютных резервов центробанков».
Многие мировые валюты привязывают свой курс к курсу доллара США. Некоторые страны (Эквадор, Сальвадор и Панама) пошли дальше и отказались от собственной национальной валюты перейдя на доллар США (см. долларизация).
Доллар США продолжает доминировать в качестве глобальной резервной валюты: 63,9 % валютных резервов хранится в долларах, и 26,5 % хранится в евро.

## Евро
Начиная с 1999 года доминирование доллара США начало снижаться, так как евро представляло экономику бо́льшего размера, и бо́льшее количество стран приняло евро как национальную валюту. Евро унаследовал статус одной из основных резервных валют, которой была немецкая марка (DM), и с тех пор доля евровалюты в официальных резервах возрастает, так как банки ищут возможности диверсификации своих резервов и торговля стран еврозоны увеличивается.
По аналогии со существовавшей практикой по доллару некоторые страны начали привязывать курсы своих валют к евро. Например, (бывшие) валюты прибалтийских республик (эстонская крона, литовский лит, латвийский лат), болгарский лев, эскудо Кабо-Верде и франк КФА.

## История

### Песо (XVI—XX века)
Одной из наиболее известных торговых монет, монет использовавшихся преимущественно для внешней торговли, Нового времени является испанское песо. Эта серебряная монета талерового типа была впервые выпущена Карлом I (1516—1556) и имела достоинство в 8 реалов (исп. peso de à ocho — дословно «кусок в восемь [реалов]», «восьмерик»). Первоначально на монете изображались герб Испании и геркулесовы столбы. При Карле III (1759—1788) столбы заменили на портрет монарха, который сохранился на монете до революции 1820—1823 годов. Чеканка этих монет в Испании продолжалась до 1868 года. Основным сырьём служило серебро, добытое в Мексике, которая после обретения независимости в начале XIX века начала параллельную чеканку собственной монеты, продолжавшуюся до 1888 года.
Общее число монет данного типа, выпущенных Испанией и Мексикой, оценивается за всё время чеканки в 3 млрд. Они были чрезвычайно популярны в Европе, Азии, Африке и Америке, часто появляясь в виде подражаний и получая локальные наименования: испанский или мексиканский доллар (Северная Америка), шанхайский доллар (Китай), пиастр (Европа, где подражания чеканили Франция, Пруссия, Дания, Британия), восьмерик (В США; англ. piece of eight), патакао (Арабские страны, Португалия, Бразилия, где монета иногда получала местную надчеканку), патака (Северная Африка), макукин (Мексика), гурд (Франция и её Вест-Индские колонии), куруш (Турция, Египет), каролюс, колонато или колуннарио (в самой Испании). Песо стал непосредственным прообразом таких валют, как доллар США, турецкий куруш (пиастр), патака Макао, гаитянский гурд.

### Золотой стандарт (XIX—XX века)
Международная торговля велась валютами, которые были представлены имеющимся весом золота (золотой стандарт). В то время большинство национальных валют были, по сути, просто разными способами измерения веса золота (подобно тому, как ярд и метр измеряют длину и связаны постоянным коэффициентом пересчёта). Отсюда некоторые утверждают, что золото было первой мировой валютой в мире. Грядущий крах международного золотого стандарта во время Первой мировой войны имел значительные последствия для мировой торговли.
Также:
- Бреттон-Вудская система (с 1944)
- Ямайская валютная система (с 1971)

## Наше время (XXI век)
| USD | 77,2 % | 78,6 % | 76,6 % | 67,2 % | 68,4 % | 68,5 % | 65,8 % | 59,0 % | 62,1 % | 65,2 % | 69,3 % | 70,9 % | 70,5 % | 70,7 % | 66,5 % |
| EUR | —      | —      | —      | —      | —      | —      | —      | —      | —      | —      | —      | 17,9 % | 18,8 % | 19,8 % | 24,2 % |
| DEM | 1,9 %  | 4,6 %  | 8,8 %  | 14,8 % | 12,4 % | 11,2 % | 12,1 % | 15,8 % | 14,7 % | 14,5 % | 13,8 % | —      | —      | —      |        |
| GBP | 10,4 % | 7,1 %  | 1,9 %  | 2,9 %  | 2,4 %  | 2,6 %  | 2,8 %  | 2,1 %  | 2,7 %  | 2,6 %  | 2,7 %  | 2,9 %  | 2,8 %  | 2,7 %  | 2,9 %  |
| JPY | —      | 0,1 %  | 2,1 %  | 4,3 %  | 4,6 %  | 4,7 %  | 5,4 %  | 6,8 %  | 6,7 %  | 5,8 %  | 6,2 %  | 6,4 %  | 6,3 %  | 5,2 %  | 4,5 %  |
| FRF | 1,1 %  | 0,9 %  | 1,6 %  | 1,7 %  | 1,3 %  | 1,1 %  | 1,0 %  | 2,4 %  | 1,8 %  | 1,4 %  | 1,6 %  | —      | —      | —      |        |
| CHF | 0,7 %  | 1,0 %  | 2,2 %  | 3,2 %  | 2,7 %  | 2,3 %  | 2,0 %  | 0,3 %  | 0,2 %  | 0,4 %  | 0,3 %  | 0,2 %  | 0,3 %  | 0,3 %  | 0,4 %  |
| Прочие | 8,7 %  | 7,7 %  | 6,8 %  | 5,9 %  | 8,2 %  | 9,6 %  | 10,9 % | 13,6 % | 11,7 % | 10,2 % | 6,1 %  | 1,6 %  | 1,4 %  | 1,2 %  | 1,4 %  |
| Источники: 1970—1984: BIZ (Банк международных расчётов): The evolution of reserve currency diversification, December 1986 (engl.) 1995—2010: IWF (Международный валютный фонд): Currency Composition of Official Foreign Exchange Reserves 1999—2005, EZB (Европейский центральный банк): The Accumulation of Foreign Reserves, Occasional Paper Series, Nr. 43 |        |        |        |        |        |        |        |        |        |        |        |        |        |        |        |

| Валюты | 1995 | 1996 | 1997 | 1998 | 1999 | 2000 | 2001 | 2002 | 2003 | 2004 | 2005 | 2006 | 2007 | 2008 | 2009 | 2010 | 2011 | 2012 | 2013 | 2014 | 2015 | 2016 |
| --- | ---- | ---- | ---- | ---- | ---- | ---- | ---- | ---- | ---- | ---- | ---- | ---- | ---- | ---- | ---- | ---- | ---- | ---- | ---- | ---- | ---- | ---- |
| USD | 59,0 | 62,1 | 65,2 | 69,3 | 70,9 | 70,5 | 70,7 | 66,5 | 65,8 | 65,9 | 66,4 | 65,7 | 64,1 | 64,1 | 62,1 | 61,8 | 62,3 | 61,1 | 61,0 | 63,1 | 64,2 | 64,0 |
| EUR | —    | —    | —    | —    | 17,9 | 18,8 | 19,8 | 24,2 | 25,3 | 24,9 | 24,3 | 25,2 | 26,3 | 26,4 | 27,6 | 26,0 | 24,7 | 24,3 | 24,4 | 22,1 | 19,7 | 19,7 |
| DEM | 15,8 | 14,7 | 14,5 | 13,8 | —    | —    | —    | —    | —    | —    | —    | —    | —    | —    | —    | —    | —    | —    | —    | —    | —    | —    |
| GBP | 2,1  | 2,7  | 2,6  | 2,7  | 2,9  | 2,8  | 2,7  | 2,9  | 2,6  | 3,3  | 3,6  | 4,2  | 4,7  | 4,0  | 4,3  | 3,9  | 3,8  | 4,0  | 4,0  | 3,8  | 4,9  | 4,4  |
| JPY | 6,8  | 6,7  | 5,8  | 6,2  | 6,4  | 6,3  | 5,2  | 4,5  | 4,1  | 3,9  | 3,7  | 3,2  | 2,9  | 3,1  | 2,9  | 3,7  | 3,6  | 4,1  | 3,8  | 3,9  | 4,0  | 4,2  |
| FRF | 2,4  | 1,8  | 1,4  | 1,6  | —    | —    | —    | —    | —    | —    | —    | —    | —    | —    | —    | —    | —    | —    | —    | —    | —    | —    |
| CHF | 0,3  | 0,2  | 0,4  | 0,3  | 0,2  | 0,3  | 0,3  | 0,4  | 0,2  | 0,2  | 0,1  | 0,2  | 0,2  | 0,1  | 0,1  | 0,1  | 0,1  | 0,3  | 0,3  | 0,3  | 0,3  | 0,2  |
| CNY | —    | —    | —    | —    | —    | —    | —    | —    | —    | —    | —    | —    | —    | —    | —    | —    | —    | —    | —    | —    | —    | 1,1  |
| Прочие | 13,6 | 11,7 | 10,2 | 6,1  | 1,6  | 1,4  | 1,2  | 1,4  | 1,9  | 1,8  | 1,9  | 1,5  | 1,8  | 2,2  | 3,1  | 4,4  | 5,1  | 6,3  | 6,5  | 6,9  | 6,9  | 6,4  |
| Источники: - 2015—2016 — МВФ: IMF Releases Data on the Currency Composition of Foreign Exchange Reserves Including Holdings in Renminbi; - 1995—2009 — МВФ: Currency Composition of Official Foreign Exchange Reserves; - 1999—2005 — ЕЦБ: The Accumulation of Foreign Reserves |      |      |      |      |      |      |      |      |      |      |      |      |      |      |      |      |      |      |      |      |      |      |

При этом доля доллара в международных рассчётах меньше, чем в резервах, а доля евро больше.
Так, в 2020 году евро стал наиболее используемой валютой для глобальных платежей, впервые с февраля 2013 года обогнав доллар по популярности в международных расчётах